# Tempodrom

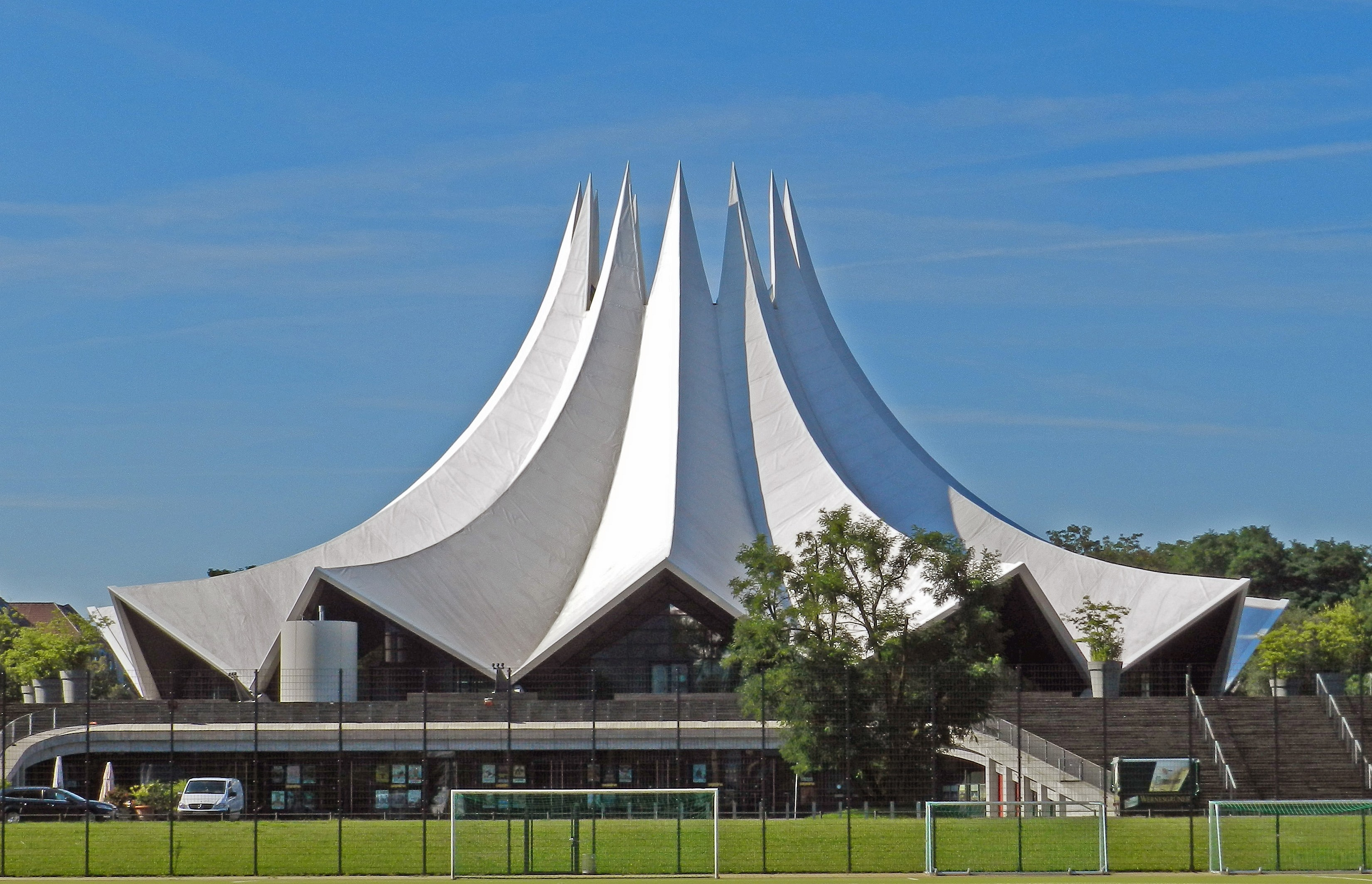
Tempodrom

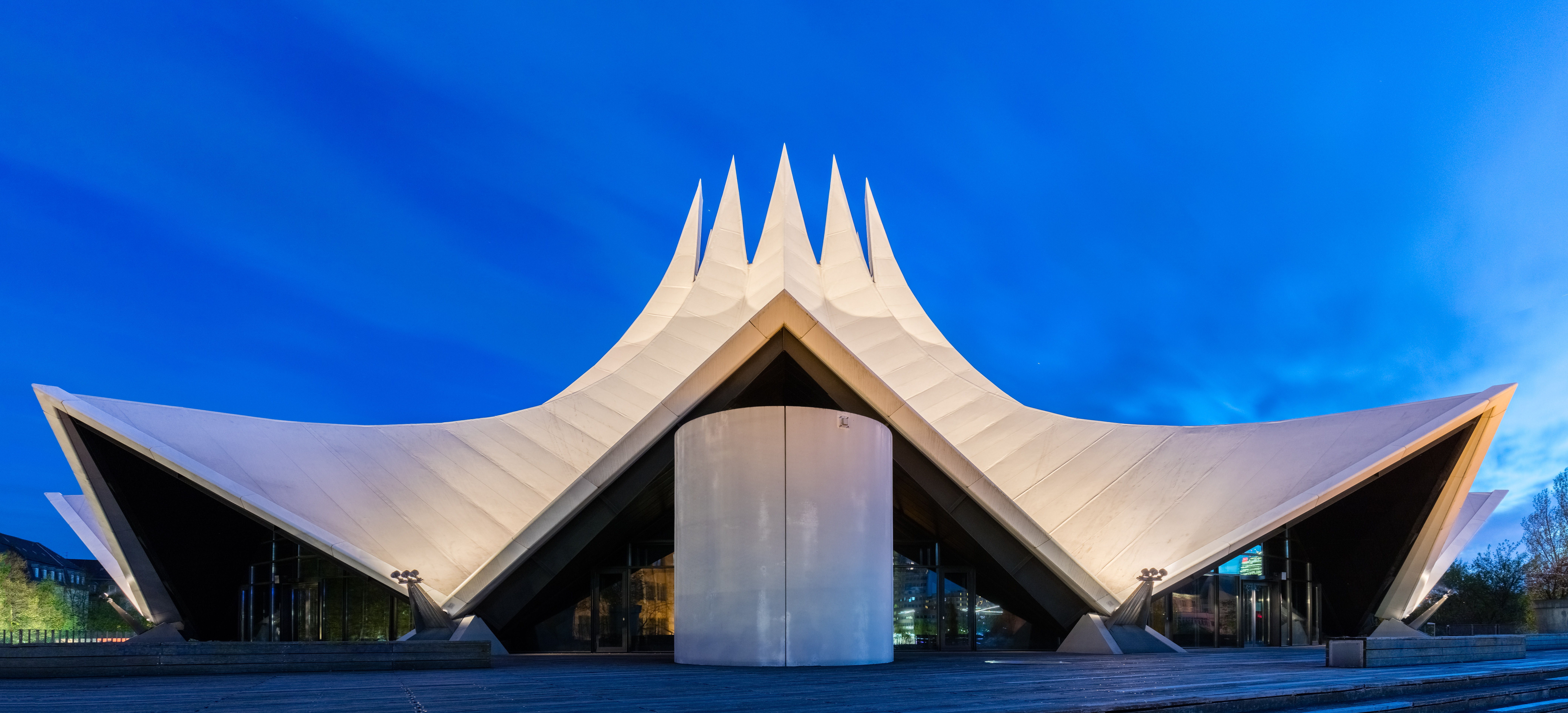
Nachtaufnahme

Das Tempodrom ist ein Berliner Veranstaltungsort, der 1980 zunächst als alternative Spielstätte auf der Westseite des Potsdamer Platzes, in direkter Nachbarschaft der damaligen Berliner Mauer, von der Erbin und ehemaligen Krankenschwester Irene Moessinger ins Leben gerufen wurde.

## Geschichte der Spielstätte

### Potsdamer Platz
Moessinger verwirklichte einen Lebenstraum, indem sie die Mittel einer Erbschaft in ein Zirkuszelt investierte. Bereits nach einem Jahr, im März 1981, war der Zirkus pleite. Mit einer Finanzhilfe des Berliner Senats konnte der Betrieb weitergehen. An der Gründung des Tempodroms war im Jahr 1980 auch der Kabarettist Holger Klotzbach beteiligt, der die Zirkus-Ausstattung organisierte.

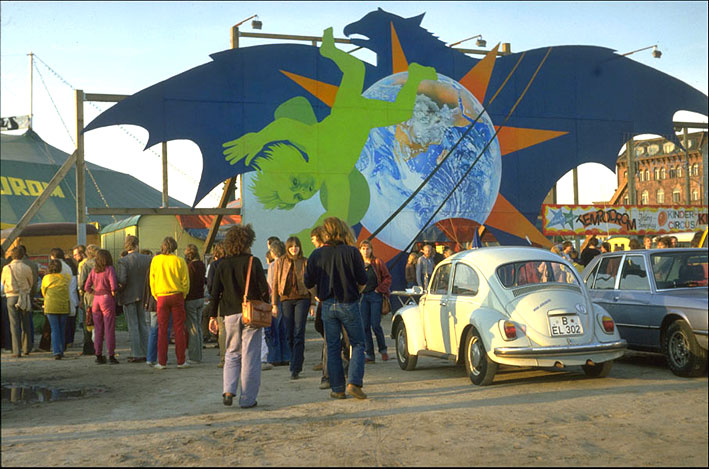
Tempodrom Eingang, Gernot Bubenik, 1980

### Großer Tiergarten
Im Jahr 1985 zog das Zelt vom Potsdamer Platz in die Nachbarschaft der Kongresshalle im Tiergarten um. Dort gab es neben dem großen Zelt noch ein weiteres, kleineres. Die Veranstaltungen und Konzerte fanden in dieser Zeit unter dem Motto „umsonst und draußen“ statt und waren in den Sommermonaten sehr beliebt. Ab 1988 begann das Weltmusik-Festival Heimatklänge im Tempodrom.
Nach der Wende wurde in direkter Nachbarschaft das Bundeskanzleramt errichtet. Das Tempodrom war nun gezwungen, den angestammten und bewährten Spielort In den Zelten zu verlassen. Im November 1998 fand dort das letzte Konzert statt. Es gilt als gewiss, dass der damalige Bundeskanzler Helmut Kohl das Zelt und vor allem dessen meist links-alternatives Publikum als ein potentielles Sicherheitsrisiko empfand. Dem widersprach im November 1992 der seinerzeitige Berliner Kultursenator Ulrich Roloff-Momin, wonach angeblich die Lärmemissionen zu hoch gewesen seien. Die Zahl der jährlichen Konzerte hätte darum von 55 auf 18 reduziert werden müssen. Die Einnahmeverluste seien teilweise über verstärkte öffentliche Fördergelder aufgefangen worden. Die Lösung sei aber für alle Seiten auf Dauer nicht befriedigend gewesen.
Pikanterweise eröffnete im Jahr 2002 mit dem Tipi am Kanzleramt am vormaligen Standort des Tempodroms erneut ein Veranstaltungszelt. Dessen Gründer und Direktor Holger Klotzbach war 1980 Mitinitiator des Tempodroms gewesen (siehe oben). Ursprünglich als eine auf neun Monate angelegte Sonderaktion zur Zehn-Jahres-Feier der Bar jeder Vernunft gedacht (die Klotzbach ebenfalls leitet), avancierte das 550-Plätze-Zelt schließlich zu einer festen Institution. Die einstigen Sicherheitsbedenken griffen nun nicht mehr: Das Tipi-Kulturprogramm galt als „leiser“ und gesetzter, das entsprechende bürgerliche Publikum nicht als bedrohlich. Dabei spielte nach Klotzbachs Ansicht wohl auch eine Rolle, dass Helmut Kohl im September 1998 als Bundeskanzler abgewählt worden sei (Nachfolger im Amt war Gerhard Schröder, SPD).

### Postbahnhof
Im Mai 1999 eröffnete das Tempodrom am Postbahnhof seine Interimsspielstätte. Sie galt von Beginn an nur als Zwischenlösung, bis zum Bezug des Neubaus am Anhalter Bahnhof, Ende 2001.

### Neues Tempodrom
Mit privaten Spendenmitteln, einer Entschädigungszahlung und staatlichen Zuschüssen wurde auf dem Gelände des ehemaligen Anhalter Bahnhofs ein Betonbau in Gestalt eines Zirkuszeltes errichtet und als Neues Tempodrom im Dezember 2001 wieder eröffnet.
Für den neuen Standort hatte sich Irene Moessinger bereits 1993 entschieden, der Baubeginn war für 1997 angedacht gewesen. Die Arbeiten hätten sich laut Moessinger jedoch verzögert, weil die Bundesregierung die geforderte Entschädigungssumme in Höhe von 8 Millionen DM nicht zahlte. Der Betrag sei als Teilfinanzierung des Neubaus notwendig gewesen.
Die dramatische Überschreitung der geplanten Baukosten (32 Mio. Euro statt 16 Mio. Euro) führte am 7. April 2004 zum Rücktritt von Stadtentwicklungssenator Peter Strieder (SPD). Seit August 2005 wurde das Tempodrom durch eine vom Insolvenzverwalter eingesetzte Unternehmensberatungsgesellschaft geführt. Irene Moessinger zog sich im Juli 2005 vom Tempodrom zurück. Im Zuge der Insolvenz kam es wegen Untreue zu einem Gerichtsverfahren gegen die ehemaligen Geschäftsführer Irene Moessinger und Norbert Waehl. Das Verfahren endete mit Freisprüchen.
Am 23. April 2010 übernahm die Bremer KPS-Gruppe das Tempodrom. Es entging damit einer drohenden Zwangsversteigerung, die der Kreditgeber, die Landesbank Berlin, beantragt hatte.

## Gebäude

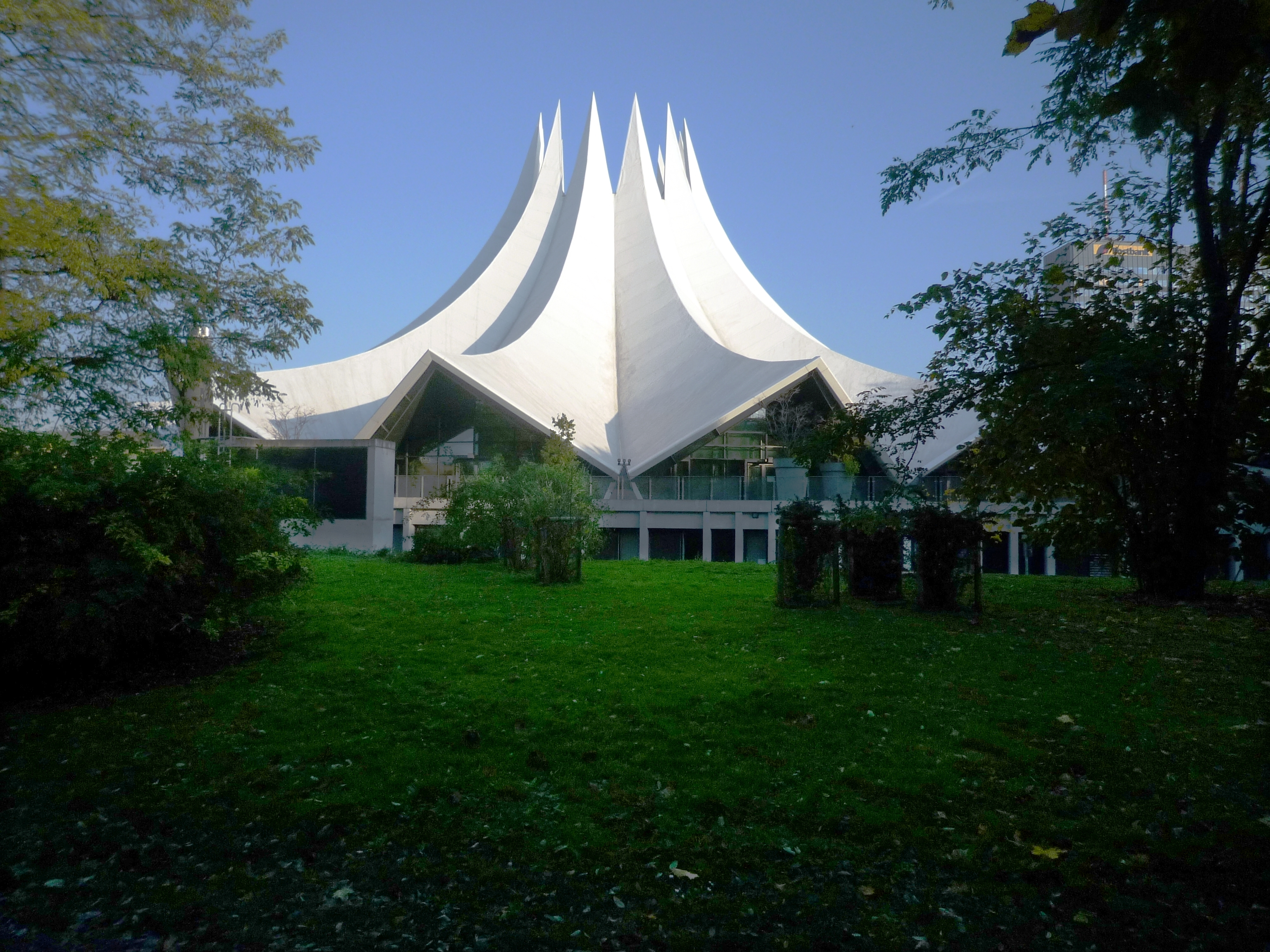
Das Tempodrom, Blick von Westen (2011)

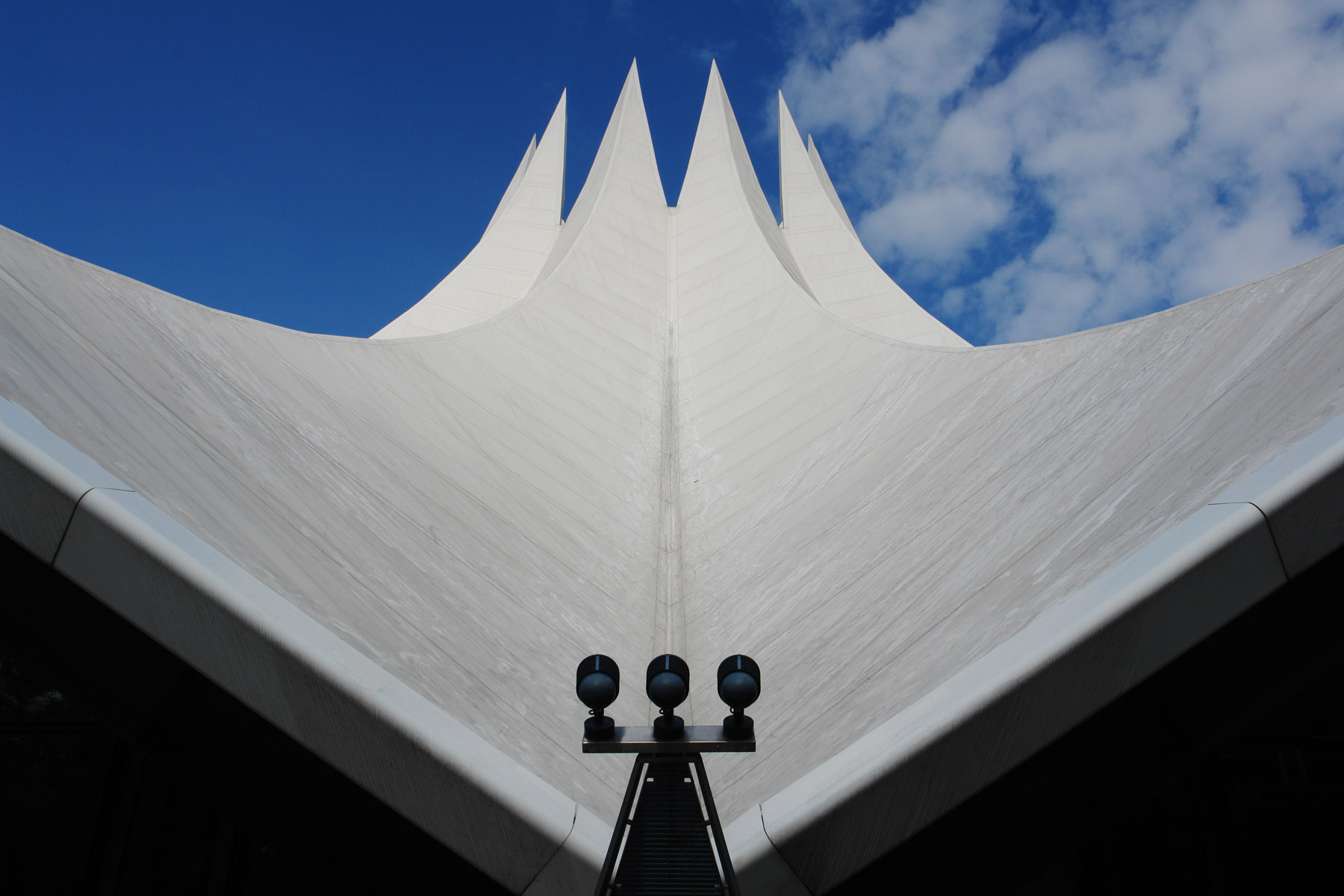
Detailaufnahme des Tempodrom-Dachs

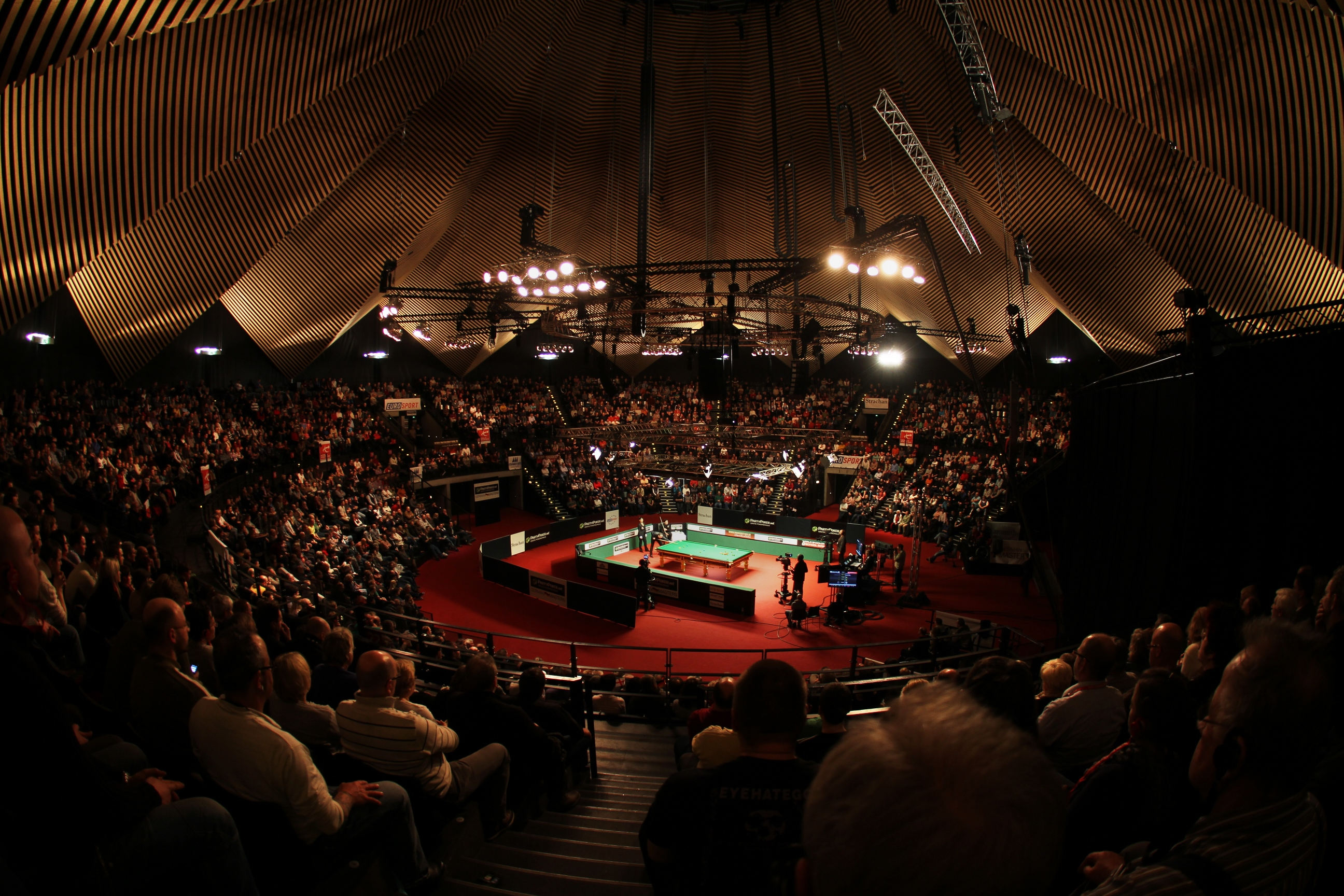
Innenansicht beim German Masters im Snooker (2012)

Das neue Tempodrom-Gebäude wurde nach Entwürfen von Doris Schäffler und Stephan Schütz, Angestellte des Hamburger Architekturbüros Gerkan, Marg und Partner, auf dem Gelände des ehemaligen Anhalter Bahnhofs am Askanischen Platz errichtet. Das Dach, das an die Kathedrale von Brasília von Oscar Niemeyer erinnert, ist optisch an die Form eines Zirkuszeltes angelehnt und bildet mit seinen futuristischen weißen Formen einen Kontrast zu den Überresten des ehemaligen Bahnhofs. Die Grundsteinlegung war am 21. Mai 2000. Feierlich eröffnet wurde es mit der Verleihung des Europäischen Filmpreises am 1. Dezember 2001.

### Dachkonstruktion
Auf dem Sockelbau steht die 37 Meter hohe Dachkonstruktion. Auf einem Stahlträgerwerk wurden 12 cm dicke Stahlbetonfertigteilplatten montiert. Die Konstruktion lagert auf zwölf Walzen-Stahllagern, die die Last nach unten ableiten. Nötig wurde diese Konstruktion auch wegen der Veranstaltungen in der Großen Arena, die große akustische Last produzieren können.

### Raumaufteilung
Unter dem Dach befindet sich eine nutzbare Fläche von 7860 m². Der Innenraum teilt sich auf in die Große Arena für bis zu 4000 Besucher und die kleine Arena für bis zu 450 Besucher. Hinzu kommt das Foyer. Die Kleine Arena kann sowohl als eigenständiger Veranstaltungsraum genutzt werden als auch eine Erweiterung des Foyers sein.

### Liquidrom
Neben dem großen und kleinen Veranstaltungssaal ist das Liquidrom der dritte Veranstaltungsort in dem Gebäudekomplex. Ein Wasserbecken mit 13 Meter Durchmesser unter einer Betonkuppel, in deren Zenit ein Oberlicht ist, stellt den Mittelpunkt des Erholungs- und Solebads dar. Das Bad wird auch für Livekonzerte genutzt. Weitere Einrichtungen sind verschiedene Saunen, Dampfbäder sowie eine Bar und ein Restaurant. Auf Grund von Rechtsstreitigkeiten, während derer dem alten Pächter gekündigt wurde, blieb die Badestätte von April 2005 bis Dezember 2007 geschlossen. Am 12. Dezember 2007 erfolgte die Wiedereröffnung.

### Energieversorgung
Das Tempodrom verfügt über eine dezentrale Energieversorgungsstruktur. In der Energiezentrale des Gebäudes erzeugt ein Blockheizkraftwerk mit einer elektrischen Leistung von 80 kW und einer thermischen Leistung von 140 kW nach dem Prinzip der Kraft-Wärme-Kopplung Wärme und Strom. Auf der Rückseite des Gebäudes befinden sich zwei Solaranlagen mit jeweils 90 m² Kollektorfläche. Die Photovoltaikanlage erzeugt Strom, der ins Ortsnetz eingespeist wird. Die Solarthermieanlage produziert Wärme, für die es im Gebäude zum Beheizen des Liquidroms einen großen Bedarf gibt. Die drei Anlagen betreibt die Berliner Energieagentur.

## Veranstaltungen
Die Vielzahl der Veranstaltungen im Tempodrom dürfte kaum zu rekonstruieren sein. Immerhin bietet die eigene Webseite eine Hall of Fame, die Highlights ab Januar 2006 präsentiert. Mehr als 550 Rock-Konzerte seit 1980 werden bei Rockinberlin mit verlinkten Hintergrundinfos vorgestellt.
1985 fand im Tempodrom das erste große, von Rosa von Praunheim organisierte AIDS-Benefiz in Deutschland statt.

## Auszeichnung
Live Entertainment Award 2015 in der Kategorie „Halle/Arena des Jahres“.